# Campeonato Sul-Americano de Corrida de Montanha
O Campeonato Sul-Americano de Corrida de Montanha (em espanhol Campeonato Sudamericano de Carreras de Montaña) é uma competição anual de corrida de montanha organizada pela CONSUDATLE para atletas que representam os países de suas associações afiliadas. O evento foi criado em 2006. 

## Edições
|    | Ano  | Cidade    | País      | Data         |
| -- | ---- | --------- | --------- | ------------ |
| 1º | 2006 | Tunja     | Colômbia  | 19 de agosto |
| 2º | 2007 | Caracas   | Venezuela | 12 de agosto |
| 3º | 2008 | Tiltil    | Chile     | 27 de julho  |
| 4º | 2009 | Quito     | Equador   | 1 de agosto  |
| 5º | 2010 | Mendoza   | Argentina | 18 de julho  |
| 6º | 2011 | Caracas   | Venezuela | 7 de agosto  |
| 7º | 2012 | Aratoca   | Colômbia  | 11 de agosto |
| 8º | 2013 | Cajamarca | Peru      | 21 de julho  |

## Competições
- Campeonato Sul-Americano de Atletismo
- Campeonato Sul-Americano de Atletismo em Pista Coberta
- Campeonato Sul-Americano de Atletismo Sub-23
- Campeonato Sul-Americano de Atletismo Sub-20
- Campeonato Sul-Americano de Atletismo Sub-18
- Campeonato Sul-Americano de Corta-Mato
- Campeonato Sul-Americano de Marcha Atlética
- Campeonato Sul-Americano de Maratona
- Campeonato Sul-Americano de Meia Maratona
- Campeonato Sul-Americano de Milha de Rua